# Plecopterodes clytie
Plecopterodes clytie là một loài bướm đêm trong họ Noctuidae.